# Vasilios Psachos
Vasilios Psachos (griechisch Βασίλιος Ψαχος; * 1877; † unbekannt) war ein griechischer Tauzieher.

## Erfolge
Vasilios Psachos nahm an den Olympischen Zwischenspielen 1906 in Athen teil. Bei diesen trat er gemeinsam mit Spyros Lazaros, Antonios Tsitas, Spyros Vellas, Georgios Psachos, Georgios Papachristou, Panagiotis Trivoulidis und Konstantinos Lazaros an. Die Mannschaft erreichte nach einem 2:0-Sieg gegen Schweden das Finale, in dem sie der Mannschaft des Deutschen Reiches mit 0:2 unterlagen, womit Psachos und seine Mitstreiter die Silbermedaille erhielten.